# Catherine Cesarsky
Catherine Jeanne Cesarsky (* 24. února 1943) je astronomka francouzského původu. V období 1999 – 2007 byla ředitelkou Evropské jižní observatoře, v letech 2006 – 2009 zastávala funkci prezidentky Mezinárodní astronomické unie.

## Vědecká činnost

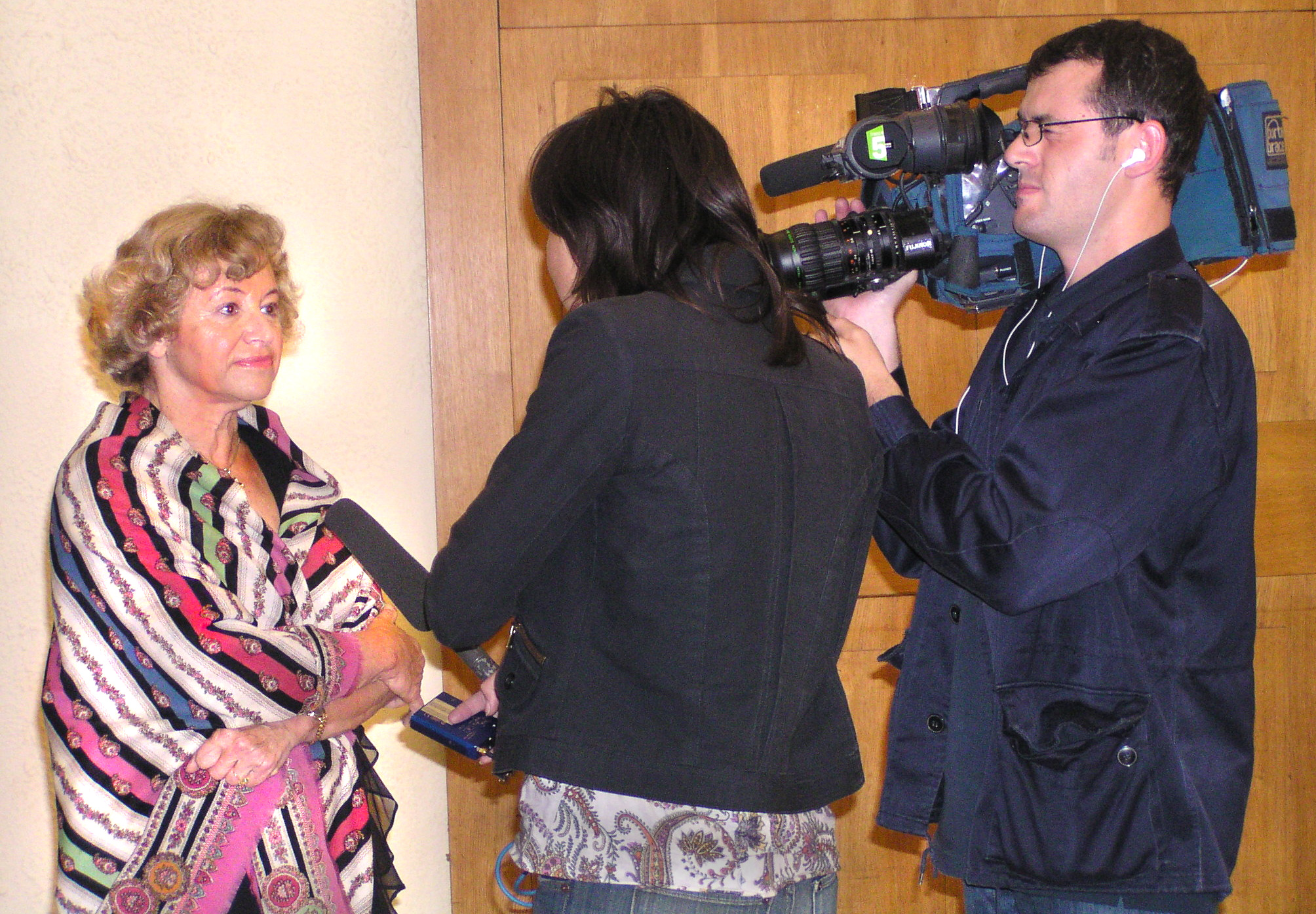
Catherine Cesarsky na Astronomickém kongresu v Praze v roce 2006

Catherine Cesarsky vystudovala Universitu v Buenos Aires a v roce 1971 i prestižní Harwardovu univerzitu v Massachusetts (USA). Zpočátku se věnovala radioastronomii, později pracovala na vývoji infračervených dalekohledů, což jí přivedlo k objevům v tvorbě hvězd a vývoji galaxií.
Od roku 1974 do 1999 pracovala ve francouzském ústavu pro materiálový výzkum (Direction des Sciences de la Matière – DSM) v oddělení astrofyziky; v letech 1994 – 1999 byla ředitelkou tohoto ústavu. V letech 1999 – 2007 vedla Evropskou jižní observatoř jako její generální ředitelka. Od roku 2008 pracuje ve Francouzské komisi pro atomovou energii (Commissariat à l'énergie atomique – CEA) v oddělení astrofyziky.